# ألفونسو الكالدي
ألفونسو الكالدي (بالإسبانية: Alfonso Alcalde)‏ (1921 - 1992)، هو صحفي، كاتب، كاتب السيناريو وشاعر من شيلي. وكان قد هاجر عقب الانقلاب العسكري في بلاده عام 1973م إلى الأرجنتين ومنها إلى رومانيا و إسبانيا التي طبع فيها بعض أعماله. ثم عاد ليستقر في مدينة طومي جنوب العاصمة التشيلية.
```
تحصل على عدة جوائز تقديرية داخل بلاده وخارجها.
```

## وفاته
أنهى حياته نهاية مأساوية بانتحاره تخلصا من العزلة التي عانى منها في السنين الاخيرة من حياته وأدت لإصابته باكتئاب حاد. وذلك سنة 1992 في مدينة طومي جنوب العاصمة التشيلية.